# سوء التغذية الحاد العالمي

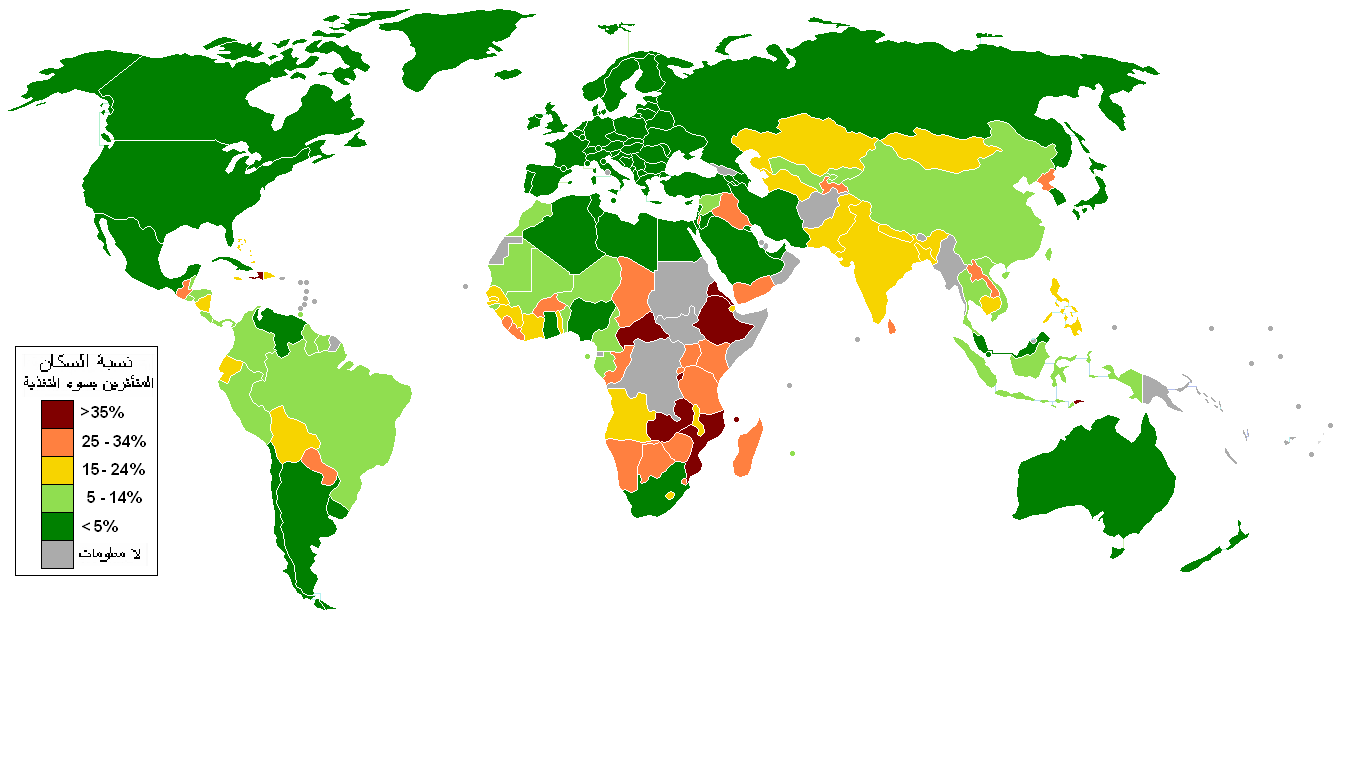
البلدان التي تبين نسبة السكان الذين يعانون من نقص التغذية (2006)

سوء التغذية الحاد العالمي هو مقياس لحالة الغذائية للسكان غالباً ما يستخدم في حالات اللجوء التي طال أمدها. جنبا إلى جنب مع معدل الوفيات الخام، هو واحد من المؤشرات الأساسية لتقييم شدة أزمة إنسانية.

## التعريف
تقييم مستويات سوء التغذية الحاد العالمي، فان العاملين في حالات الطوارئ يقيسون وزن وطول الأطفال بين 6 و59 شهرا. ثم يستخدمون النتائج كبديل لصحة السكان ككل. ويقارن مؤشر الوزن إلى الارتفاع بنفس المؤشر لعدد السكان المرجعي الذي لا يعاني من نقص في التغذية. ويصنف جميع الأطفال ذوي الوزن الأقل من 80 في المائة من الوزن المتوسط للأطفال الذين لديهم نفس الارتفاع في عدد السكان المرجعي، و/أو يعانون من الاستسقاء، علي انهم سوء التغذية الحاد العالمي. وتصف منظمه الصحة العالمية سوء التغذية الحاد العالمى بنسبه تتراوح بين 79% إلى 70 %، وسوء التغذية الحاد الشديد بوصفه سوء تغذيه حادا عالميا يقل عن 70%.
والتعريف البديل هو ان الطفل يعاني من إذا كانت نسبه وزنه إلى الارتفاع اقل من الانحرافات المعيارية التي تبلغ قيمتها 2- في الدرجة Z لنفس القياس في المجموعة المرجعية. ويعرف سوء التغذية الحاد العالمى بأنه نسبه الوزن إلى الارتفاع اقل من 3- انحرافات معياريه في الدرجة Z للسكان. وفي الممارسة العملية، ونظرا لان توزيع نسب الوزن إلى الارتفاع هو نفسه في جميع السكان، فان التعريفين معادلان. يتم اختيار الوزن للارتفاع بدلا من الوزن بالنسبة للعمر لان هذا الأخير قد يشير إلى التقزم الطويل الأجل بدلا من سوء التغذية الحاد. تعرف منظمة الصحة العالمية أيضا تدابير أخرى من سوء التغذية، بما في ذلك، محيط منتصف الذراع العلوي، مارماسوس، كواشيوركور. إن قياس محيط الذراع العلوي، إذا أجراه طاقم مدربون تدريبا جيدا، يمكن أن يقدم تقييماً سريعاً للقادمين الجدد إلى المخيم. يعتمد ذلك على ملاحظة أن هذا القياس لا يتغير كثيرًا عند الأطفال ما بين 6 أشهر و5 خمس سنوات، لذلك المقارنة بقياس «طبيعي» مفيدة. بناءً على تحليل النتائج الميدانية، محيط الذراع االعلوي < 125مم يتوافق مع سوء التغذية الحاد العالمي ومحيط الذراع العلوي < 110مم مع أو من غير الأستسقاء يتطابق مع سوء التغذية الحاد.

## تفسير
إذا تم تصنيف 10٪ أو أكثر من الأطفال على أنهم يعانون من سوء التغذية الحاد، فهناك بصفة عامة حالة طوارئ خطيرة، وأكثر من 15٪ تعتبر حالة الطوارئ حرجة. وفقًا للتصنيف المرحلي المتكامل الأمن الغذائي، يتم إعلان المجاعة في حالة وجود ثلاثة شروط. أولاً، يواجه 20٪ على الأقل من الأسر نقصًا حادًا في الغذاء وقدرة محدودة على التغلب على هذا المرض. ثانيًا، يتجاوز سوء النغذية الحاد معدل انتشار 30٪. ثالثًا، تتجاوز معدلات الوفيات الخام شخصين لكل 10,000 شخص يوميًا. في عام 2011، استوفت المراحل الثلاثة جميعها في بعض أجزاء القرن الأفريقي.

## الأهداف والنتائج
وقد وضعت وزارة الخارجية الامريكية هدفا أن أقل من 10٪ من الأطفال دون سن الخامسة يجب أن يعانون من سوء التغذية الحاد العالمي في حالات الطوارئ الإنسانية المعقدة. في عام 2005، لم يتحقق هذا الهدف في 7 ٪ من المواقع المستهدفة. تجاوز معدلات سوء التغذية الحاد العالمي 10 ٪ في أحد عشر مخيما في تشاد، وسبعة مخيمات في إثيوبيا، ومخيم واحد في جمهورية أفريقيا الوسطى. كشفت دراسة أجرتها المفوضية السامية للأمم المتحدة لشؤون اللاجئين في يناير 2006 أن مستويات سوء التغذية الحاد غير مقبولة في المفوضية العليا للاجئين / برنامج الأغذية العالمي المدعومة من أجل أوضاع اللاجئين بما في ذلك تشاد (ما يصل إلى 18٪) وإريتريا (18.9٪) وإثيوبيا (ما يصل إلى 19.6٪) وكينيا (ما يصل إلى 20.6٪) وسيراليون (16٪) وجنوب السودان (16٪). تساءل التقرير عن سبب ارتفاع معدلات سوء التغذية الحاد العالمي على الرغم من كل الجهود المبذولة لخفضها، ولماذا كانت معدلات المعسكرات في إفريقيا أكثر من 15٪ في حين أن المعسكرات في آسيا كانت عادة أقل من 12٪ من سوء التغذية الحاد العالمي.